# Hossein Askari
Hossein Askari (23 de marzo de 1975) es un ciclista iraní.
Entre otros logros, ha sido dos veces campeón del UCI Asia Tour (en 2006-2007 y 2007-2008).
Ha participado en tres Juegos Olímpicos: Sídney 2000, Atenas 2004 y Pekín 2008.
El 3 de junio de 2013 dio positivo por dimetilamilamina cuando disputaba el Tour de Singkarak, siendo sancionado durante 1 año.

## Palmarés
| 2001 - Campeonato Asiático Contrarreloj 2003 - Campeonato Asiático Contrarreloj 2004 - 2.º en el Campeonato Asiático Contrarreloj 2005 - Kerman Tour - 1 etapa del Tour de Azerbaiyán - Tour de Indonesia, más 1 etapa - 2.º en el Campeonato Asiático Contrarreloj 2006 - 2 etapas del Kerman Tour - 1 etapa del Tour de Azerbaiyán - 2 etapas del Tour de Milad du Nour - 2.º en el Campeonato de Irán Contrarreloj - 2.º en el UCI Asia Tour 2007 - 1 etapa del Jelajah Malaysia - 1 etapa del Kerman Tour - Tour de Azerbaiyán, más 1 etapa - Campeonato de Irán Contrarreloj - 2.º en el Campeonato Asiático en Ruta - 2.º en el Campeonato Asiático Contrarreloj - UCI Asia Tour 2008 - 1 etapa del Jelajah Malaysia - Umm Al Quwain Race - Tour de Azerbaiyán, más 2 etapas - UCI Asia Tour | 2009 - 1 etapa del Tour of President 2010 - International Presidency Tour, más 1 etapa - Campeonato de Irán Contrarreloj - Vuelta al Lago Qinghai - 2.º en el UCI Asia Tour - 2.º en el Campeonato Asiático Contrarreloj 2011 - 3.º en el Campeonato Asiático Contrarreloj - 3.º en el Campeonato Asiático en Ruta - Campeonato de Irán Contrarreloj 2012 - Tour de Brunéi, más 1 etapa - 3.º en el Campeonato Asiático Contrarreloj 2013 - 1 etapa del Tour de Singkarak 2015 - Campeonato Asiático en Ruta - Campeonato Asiático Contrarreloj - Campeonato de Irán Contrarreloj - 1 etapa del Tour de Irán - 1 etapa del Tour de Singkarak 2022 - Campeonato de Irán Contrarreloj 2023 - 2.º en el Campeonato de Irán Contrarreloj 2024 - 3.º en el Campeonato de Irán Contrarreloj |

## Equipos
- Giant Asia Racing Team (2005-2007)
- Tabriz Petrochemical Team (2008-2013)
  - Tabriz Petrochemical Team (2008)
  - Tabriz Petrochemical Cycling Team (2009-2010)
  - Tabriz Petrochemical Team (2011-2013)
- Ayandeh Continental (06.2014-09.2014)
- Pishgaman Giant Team (10.2014-2016)